# Immersaria usbekica
Immersaria usbekica är en lavart som först beskrevs av Hertel, och fick sitt nu gällande namn av Barbero, Nav.-Ros. & Cl. Roux. Immersaria usbekica ingår i släktet Immersaria och familjen Lecideaceae.   Inga underarter finns listade i Catalogue of Life.